# 7e étape du Tour d'Italie 2023
Pour un article plus général, voir Tour d'Italie 2023.
La 7e étape du Tour d'Italie 2023 se déroule le vendredi 12 mai 2023 de Capoue (Campanie) au Gran Sasso dans la région des Abruzzes, sur une distance de 218 km.

## Parcours
La première grande étape de montagne de l'édition 2023 du Giro est tracée au centre géographique de l'Italie et se termine dans le massif des Apennins. Partant de la ville de Capoue, le tracé de cette longue étape (218 kilomètres) s'oriente globalement vers le nord. Les coureurs franchissent une première difficulté après une centaine de kilomètres en passant le col de Roccaraso (col de 2e catégorie). La dernière partie de l'étape est ardue. Les 47 derniers kilomètres sont presque exclusivement en pente en passant d'une altitude de 382 m à une arrivée située à l'altitude de 2 130 m avec au programme deux ascensions successives sans descente proprement dite entre le premier col et le pied du second. Le premier col à grimper est le Calascio (montée de 14,7 km, col de 1re catégorie situé à 32 kilomètres de l'arrivée). Il est très rapidement suivi par la longue montée de 26,5 km vers l'arrivée enneigée au Campo Imperatore du Gran Sasso d'Italia, dans le massif des Apennins où est attribuée la Cima Pantani de ce Giro 2023. 

Campo Imperatore - Gran Sasso

Cette montée d'une déclivité moyenne de 3,4 % compte quelques replats et même des secteurs descendants mais se raidit fortement dans les 4 500 derniers mètres avec une pente moyenne de 8,2 % dont un secteur à 13 % à environ deux kilomètres du sommet.

## Déroulement de la course
Dès les premiers hectomètres de cette longue étape de montagne, Simone Petilli (Intermarché-Circus-Wanty), Davide Bais (Eolo-Kometa), Karel Vacek (Corratec) et Henok Mulubrhan (Green Project-Bardiani) passent à l'attaque et distancent rapidement le peloton. À 120 km de l'arrivée, Mulubrhan ne peut suivre ses compagnons d'échappée qui continuent donc leur raid à trois. Ils atteignent une avance maximale de plus de 13 minutes à 43 km du terme avant que l'écart ne commence à fondre et que la route ne s'élève pour le reste de l'étape. Au col de Calascio (32 km de l'arrivée), où Davide Bais passe en tête, l'avance des trois fuyards est encore de 8 min 30 s. sur le peloton emmené principalement par les équipiers DSM du maillot rose Andreas Leknessund. Les trois échappés possèdent encore 6 min 20 s. d'avance sur le peloton à 5 km du sommet et de l'arrivée au Campo Imperatore (Cima Pantani du Giro 2023) mais les pentes les plus raides vont maintenant se dresser devant eux. Dans les 200 derniers mètres, l'Italien Davide Bais parvient à lâcher ses deux adversaires et s'impose en signant la première victoire de sa carrière professionnelle et endosse le maillot bleu de meilleur grimpeur. Un peu plus de trois minutes plus tard, Remco Evenepoel règle le peloton devant Primož Roglič et Thibaut Pinot. Présent dans ce peloton fort de 27 hommes à l'arrivée où aucune attaque notoire ne s'est produite, Andreas Leknessund conserve son maillot rose.

## Résultats

### Classement de l'étape
| \| Classement de l'étape \| Classement de l'étape \| Classement de l'étape \| Classement de l'étape \| Classement de l'étape \| \| Coureur \| Coureur \| Pays \| Équipe \| Temps \| \| --------------------- \| --------------------- \| --------------------- \| -------------------------- \| --------------------- \| \| 1er \| Davide Bais \| Italie \| Eolo-Kometa \| 6 h 08 min 40 s \| \| 2e \| Karel Vacek \| Tchéquie \| Team Corratec-Selle Italia \| + 9 s \| \| 3e \| Simone Petilli \| Italie \| Intermarché-Circus-Wanty \| + 16 s \| \| 4e \| Remco Evenepoel \| Belgique \| Soudal Quick-Step \| + 3 min 10 s \| \| 5e \| Primož Roglič \| Slovénie \| Jumbo-Visma \| + 3 min 10 s \| \| 6e \| Thibaut Pinot \| France \| Groupama-FDJ \| + 3 min 10 s \| \| 7e \| Geraint Thomas \| Royaume-Uni \| Ineos Grenadiers \| + 3 min 10 s \| \| 8e \| João Almeida \| Portugal \| UAE Team Emirates \| + 3 min 10 s \| \| 9e \| Eddie Dunbar \| Irlande \| Team Jayco AlUla \| + 3 min 10 s \| \| 10e \| Christian Scaroni \| Italie \| Astana Qazaqstan Team \| + 3 min 10 s \| |                   |             |                            |                 |
| |                   |             |                            |                 |
| Source : ProCyclingStats |                   |             |                            |                 |
| Classement de l'étape |                   |             |                            |                 |
| Coureur | Coureur           | Pays        | Équipe                     | Temps           |
| 1er | Davide Bais       | Italie      | Eolo-Kometa                | 6 h 08 min 40 s |
| 2e | Karel Vacek       | Tchéquie    | Team Corratec-Selle Italia | + 9 s           |
| 3e | Simone Petilli    | Italie      | Intermarché-Circus-Wanty   | + 16 s          |
| 4e | Remco Evenepoel   | Belgique    | Soudal Quick-Step          | + 3 min 10 s    |
| 5e | Primož Roglič     | Slovénie    | Jumbo-Visma                | + 3 min 10 s    |
| 6e | Thibaut Pinot     | France      | Groupama-FDJ               | + 3 min 10 s    |
| 7e | Geraint Thomas    | Royaume-Uni | Ineos Grenadiers           | + 3 min 10 s    |
| 8e | João Almeida      | Portugal    | UAE Team Emirates          | + 3 min 10 s    |
| 9e | Eddie Dunbar      | Irlande     | Team Jayco AlUla           | + 3 min 10 s    |
| 10e | Christian Scaroni | Italie      | Astana Qazaqstan Team      | + 3 min 10 s    |

### Points attribués pour le classement par points
| Sprint intermédiaire Castel di Sangro (km 91,1) | Sprint intermédiaire Castel di Sangro (km 91,1) | Sprint intermédiaire Castel di Sangro (km 91,1) | Sprint intermédiaire Castel di Sangro (km 91,1) | Sprint intermédiaire Castel di Sangro (km 91,1) |
| ----------------------------------------------- | ----------------------------------------------- | ----------------------------------------------- | ----------------------------------------------- | ----------------------------------------------- |
|                                                 | Coureur                                         | Pays                                            | Équipe                                          | Point(s)                                        |
| 1er                                             | Davide Bais                                     | Italie                                          | Eolo-Kometa                                     | 12                                              |
| 2e                                              | Simone Petilli                                  | Italie                                          | Intermarché-Circus-Wanty                        | 8                                               |
| 3e                                              | Karel Vacek                                     | Tchéquie                                        | Corratec-Selle Italia                           | 6                                               |
| 4e                                              | Henok Mulubrhan                                 | Érythrée                                        | Green Project-Bardiani CSF-Faizanè              | 5                                               |
| 5e                                              | Mads Pedersen                                   | Danemark                                        | Trek-Segafredo                                  | 4                                               |
| 6e                                              | Michael Matthews                                | Australie                                       | Jayco AlUla                                     | 3                                               |
| 7e                                              | Campbell Stewart                                | Nouvelle-Zélande                                | Jayco AlUla                                     | 2                                               |
| 8e                                              | Michael Hepburn                                 | Australie                                       | Jayco AlUla                                     | 1                                               |
| modifier                                        |                                                 |                                                 |                                                 |                                                 |

| Arrivée d'étape Gran Sasso (km 218) | Arrivée d'étape Gran Sasso (km 218) | Arrivée d'étape Gran Sasso (km 218) | Arrivée d'étape Gran Sasso (km 218) | Arrivée d'étape Gran Sasso (km 218) |
| ----------------------------------- | ----------------------------------- | ----------------------------------- | ----------------------------------- | ----------------------------------- |
|                                     | Coureur                             | Pays                                | Équipe                              | Point(s)                            |
| 1er                                 | Davide Bais                         | Italie                              | Eolo-Kometa                         | 15                                  |
| 2e                                  | Karel Vacek                         | Tchéquie                            | Corratec-Selle Italia               | 12                                  |
| 3e                                  | Simone Petilli                      | Italie                              | Intermarché-Circus-Wanty            | 9                                   |
| 4e                                  | Remco Evenepoel                     | Belgique                            | Soudal Quick-Step                   | 7                                   |
| 5e                                  | Primož Roglič                       | Slovénie                            | Jumbo-Visma                         | 6                                   |
| 6e                                  | Thibaut Pinot                       | France                              | Groupama-FDJ                        | 5                                   |
| 7e                                  | Geraint Thomas                      | Grande-Bretagne                     | Ineos Grenadiers                    | 4                                   |
| 8e                                  | João Almeida                        | Portugal                            | UAE Tea mEmirates                   | 3                                   |
| 9e                                  | Eddie Dunbar                        | Irlande                             | Jayco AlUla                         | 2                                   |
| 10e                                 | Christian Scaroni                   | Italie                              | Astana Qazaqstan                    | 1                                   |
| modifier                            |                                     |                                     |                                     |                                     |

### Points attribués pour le classement du meilleur grimpeur
| Roccaraso (km 100,5) 2e catégorie (7,3 km à 6,1%) | Roccaraso (km 100,5) 2e catégorie (7,3 km à 6,1%) | Roccaraso (km 100,5) 2e catégorie (7,3 km à 6,1%) | Roccaraso (km 100,5) 2e catégorie (7,3 km à 6,1%) | Roccaraso (km 100,5) 2e catégorie (7,3 km à 6,1%) |
| ------------------------------------------------- | ------------------------------------------------- | ------------------------------------------------- | ------------------------------------------------- | ------------------------------------------------- |
|                                                   | Coureur                                           | Pays                                              | Équipe                                            | Point(s)                                          |
| 1er                                               | Davide Bais                                       | Italie                                            | Eolo-Kometa                                       | 18                                                |
| 2e                                                | Simone Petilli                                    | Italie                                            | Intermarché-Circus-Wanty                          | 8                                                 |
| 3e                                                | Karel Vacek                                       | Tchéquie                                          | Corratec-Selle Italia                             | 6                                                 |
| 4e                                                | Henok Mulubrhan                                   | Érythrée                                          | Green Project-Bardiani CSF-Faizanè                | 4                                                 |
| 5e                                                | Thibaut Pinot                                     | France                                            | Groupama-FDJ                                      | 2                                                 |
| 6e                                                | Stefan Küng                                       | Suisse                                            | Groupama-FDJ                                      | 1                                                 |
| modifier                                          |                                                   |                                                   |                                                   |                                                   |

| Calascio (km 185,8) 2e catégorie (13,5 km à 6%) | Calascio (km 185,8) 2e catégorie (13,5 km à 6%) | Calascio (km 185,8) 2e catégorie (13,5 km à 6%) | Calascio (km 185,8) 2e catégorie (13,5 km à 6%) | Calascio (km 185,8) 2e catégorie (13,5 km à 6%) |
| ----------------------------------------------- | ----------------------------------------------- | ----------------------------------------------- | ----------------------------------------------- | ----------------------------------------------- |
|                                                 | Coureur                                         | Pays                                            | Équipe                                          | Point(s)                                        |
| 1er                                             | Davide Bais                                     | Italie                                          | Eolo-Kometa                                     | 18                                              |
| 2e                                              | Simone Petilli                                  | Italie                                          | Intermarché-Circus-Wanty                        | 8                                               |
| 3e                                              | Karel Vacek                                     | Tchéquie                                        | Corratec-Selle Italia                           | 6                                               |
| 4e                                              | Thibaut Pinot                                   | France                                          | Groupama-FDJ                                    | 4                                               |
| 5e                                              | Stefan Küng                                     | Suisse                                          | Groupama-FDJ                                    | 2                                               |
| 6e                                              | Bruno Armirail                                  | France                                          | Groupama-FDJ                                    | 1                                               |
| modifier                                        |                                                 |                                                 |                                                 |                                                 |

| \| Gran Sasso (km 218) 1re catégorie (26,5 km à 3,4%) \| Gran Sasso (km 218) 1re catégorie (26,5 km à 3,4%) \| Gran Sasso (km 218) 1re catégorie (26,5 km à 3,4%) \| Gran Sasso (km 218) 1re catégorie (26,5 km à 3,4%) \| Gran Sasso (km 218) 1re catégorie (26,5 km à 3,4%) \| \| -------------------------------------------------- \| -------------------------------------------------- \| -------------------------------------------------- \| -------------------------------------------------- \| -------------------------------------------------- \| \| \| Coureur \| Pays \| Équipe \| Point(s) \| \| 1er \| Davide Bais \| Italie \| Eolo-Kometa \| 50 \| \| 2e \| Karel Vacek \| Tchéquie \| Corratec-Selle Italia \| 24 \| \| 3e \| Simone Petilli \| Italie \| Intermarché-Circus-Wanty \| 16 \| \| 4e \| Remco Evenepoel \| Belgique \| Soudal Quick-Step \| 9 \| \| 5e \| Primož Roglič \| Slovénie \| Jumbo-Visma \| 6 \| \| 6e \| Thibaut Pinot \| France \| Groupama-FDJ \| 4 \| \| 7e \| Geraint Thomas \| Grande-Bretagne \| Ineos Grenadiers \| 2 \| \| 8e \| João Almeida \| Portugal \| UAE Tea mEmirates \| 1 \| \| modifier \| \| \| \| \| |                 |                 |                          |          |
| Gran Sasso (km 218) 1re catégorie (26,5 km à 3,4%) |                 |                 |                          |          |
| | Coureur         | Pays            | Équipe                   | Point(s) |
| 1er | Davide Bais     | Italie          | Eolo-Kometa              | 50       |
| 2e | Karel Vacek     | Tchéquie        | Corratec-Selle Italia    | 24       |
| 3e | Simone Petilli  | Italie          | Intermarché-Circus-Wanty | 16       |
| 4e | Remco Evenepoel | Belgique        | Soudal Quick-Step        | 9        |
| 5e | Primož Roglič   | Slovénie        | Jumbo-Visma              | 6        |
| 6e | Thibaut Pinot   | France          | Groupama-FDJ             | 4        |
| 7e | Geraint Thomas  | Grande-Bretagne | Ineos Grenadiers         | 2        |
| 8e | João Almeida    | Portugal        | UAE Tea mEmirates        | 1        |
| modifier |                 |                 |                          |          |

### Points attribués pour le classement des sprints intermédiaires
| Sprint intermédiaire Castel di Sangro (km 91,1) | Sprint intermédiaire Castel di Sangro (km 91,1) | Sprint intermédiaire Castel di Sangro (km 91,1) | Sprint intermédiaire Castel di Sangro (km 91,1) | Sprint intermédiaire Castel di Sangro (km 91,1) |
| ----------------------------------------------- | ----------------------------------------------- | ----------------------------------------------- | ----------------------------------------------- | ----------------------------------------------- |
|                                                 | Coureur                                         | Pays                                            | Équipe                                          | Point(s)                                        |
| 1er                                             | Davide Bais                                     | Italie                                          | Eolo-Kometa                                     | 10                                              |
| 2e                                              | Simone Petilli                                  | Italie                                          | Intermarché-Circus-Wanty                        | 6                                               |
| 3e                                              | Karel Vacek                                     | Tchéquie                                        | Corratec-Selle Italia                           | 3                                               |
| 4e                                              | Henok Mulubrhan                                 | Érythrée                                        | Green Project-Bardiani CSF-Faizanè              | 2                                               |
| 5e                                              | Mads Pedersen                                   | Danemark                                        | Trek-Segafredo                                  | 1                                               |
| modifier                                        |                                                 |                                                 |                                                 |                                                 |

| Sprint intermédiaire Bussi sul Tirino (km 160,6) | Sprint intermédiaire Bussi sul Tirino (km 160,6) | Sprint intermédiaire Bussi sul Tirino (km 160,6) | Sprint intermédiaire Bussi sul Tirino (km 160,6) | Sprint intermédiaire Bussi sul Tirino (km 160,6) |
| ------------------------------------------------ | ------------------------------------------------ | ------------------------------------------------ | ------------------------------------------------ | ------------------------------------------------ |
|                                                  | Coureur                                          | Pays                                             | Équipe                                           | Point(s)                                         |
| 1er                                              | Davide Bais                                      | Italie                                           | Eolo-Kometa                                      | 10                                               |
| 2e                                               | Simone Petilli                                   | Italie                                           | Intermarché-Circus-Wanty                         | 6                                                |
| 3e                                               | Karel Vacek                                      | Tchéquie                                         | Corratec-Selle Italia                            | 3                                                |
| 4e                                               | Marius Mayrhofer                                 | Allemagne                                        | Team DSM                                         | 2                                                |
| 5e                                               | Niklas Märkl                                     | Allemagne                                        | Team DSM                                         | 1                                                |
| modifier                                         |                                                  |                                                  |                                                  |                                                  |

### Bonifications
|   | Coureur        | Pays     | Équipe                   | Secondes |
| - | -------------- | -------- | ------------------------ | -------- |
| 1 | Davide Bais    | Italie   | Eolo-Kometa              | 3 s      |
| 2 | Simone Petilli | Italie   | Intermarché-Circus-Wanty | 2 s      |
| 3 | Karel Vacek    | Tchéquie | Corratec-Selle Italia    | 1 s      |

|   | Coureur        | Pays     | Équipe                   | Secondes |
| - | -------------- | -------- | ------------------------ | -------- |
| 1 | Davide Bais    | Italie   | Eolo-Kometa              | 10 s     |
| 2 | Karel Vacek    | Tchéquie | Corratec-Selle Italia    | 6 s      |
| 3 | Simone Petilli | Italie   | Intermarché-Circus-Wanty | 4 s      |

## Classements à l'issue de l'étape

### Classement général
| \| Classement général \| Classement général \| Classement général \| Classement général \| Classement général \| \| Coureur \| Coureur \| Pays \| Équipe \| Temps \| \| ------------------ \| ---------------------- \| ------------------ \| ------------------ \| ------------------ \| \| 1er \| Andreas Leknessund \| Norvège \| Team DSM \| 29 h 02 min 38 s \| \| 2e \| Remco Evenepoel \| Belgique \| Soudal Quick-Step \| + 28 s \| \| 3e \| Aurélien Paret-Peintre \| France \| AG2R Citroën Team \| + 30 s \| \| 4e \| João Almeida \| Portugal \| UAE Team Emirates \| + 1 min 00 s \| \| 5e \| Primož Roglič \| Slovénie \| Jumbo-Visma \| + 1 min 12 s \| \| 6e \| Geraint Thomas \| Royaume-Uni \| Ineos Grenadiers \| + 1 min 26 s \| \| 7e \| Aleksandr Vlasov \| Bannière neutre \| Bora-Hansgrohe \| + 1 min 26 s \| \| 8e \| Tao Geoghegan Hart \| Royaume-Uni \| Ineos Grenadiers \| + 1 min 30 s \| \| 9e \| Lennard Kämna \| Allemagne \| Bora-Hansgrohe \| + 1 min 54 s \| \| 10e \| Damiano Caruso \| Italie \| Bahrain Victorious \| + 1 min 59 s \| |                        |                 |                    |                  |
| |                        |                 |                    |                  |
| Source : ProCyclingStats |                        |                 |                    |                  |
| Classement général |                        |                 |                    |                  |
| Coureur | Coureur                | Pays            | Équipe             | Temps            |
| 1er | Andreas Leknessund     | Norvège         | Team DSM           | 29 h 02 min 38 s |
| 2e | Remco Evenepoel        | Belgique        | Soudal Quick-Step  | + 28 s           |
| 3e | Aurélien Paret-Peintre | France          | AG2R Citroën Team  | + 30 s           |
| 4e | João Almeida           | Portugal        | UAE Team Emirates  | + 1 min 00 s     |
| 5e | Primož Roglič          | Slovénie        | Jumbo-Visma        | + 1 min 12 s     |
| 6e | Geraint Thomas         | Royaume-Uni     | Ineos Grenadiers   | + 1 min 26 s     |
| 7e | Aleksandr Vlasov       | Bannière neutre | Bora-Hansgrohe     | + 1 min 26 s     |
| 8e | Tao Geoghegan Hart     | Royaume-Uni     | Ineos Grenadiers   | + 1 min 30 s     |
| 9e | Lennard Kämna          | Allemagne       | Bora-Hansgrohe     | + 1 min 54 s     |
| 10e | Damiano Caruso         | Italie          | Bahrain Victorious | + 1 min 59 s     |

| Classement par points | Classement par points  | Classement par points | Classement par points      | Classement par points |
| Coureur               | Coureur                | Pays                  | Équipe                     | Points                |
| --------------------- | ---------------------- | --------------------- | -------------------------- | --------------------- |
| 1er                   | Jonathan Milan         | Italie                | Bahrain Victorious         | 110 pts               |
| 2e                    | Kaden Groves           | Australie             | Alpecin-Deceuninck         | 99 pts                |
| 3e                    | Mads Pedersen          | Danemark              | Trek-Segafredo             | 87 pts                |
| 4e                    | Michael Matthews       | Australie             | Team Jayco AlUla           | 57 pts                |
| 5e                    | David Dekker           | Pays-Bas              | Arkéa-Samsic               | 40 pts                |
| 6e                    | Aurélien Paret-Peintre | France                | AG2R Citroën Team          | 33 pts                |
| 7e                    | Vincenzo Albanese      | Italie                | Eolo-Kometa                | 32 pts                |
| 8e                    | Davide Bais            | Italie                | Eolo-Kometa                | 27 pts                |
| 9e                    | Stefano Gandin         | Italie                | Team Corratec-Selle Italia | 24 pts                |
| 10e                   | Pascal Ackermann       | Allemagne             | UAE Team Emirates          | 24 pts                |

| Classement par points | Classement par points  | Classement par points | Classement par points      | Classement par points |
| Coureur               | Coureur                | Pays                  | Équipe                     | Points                |
| --------------------- | ---------------------- | --------------------- | -------------------------- | --------------------- |
| 1er                   | Jonathan Milan         | Italie                | Bahrain Victorious         | 110 pts               |
| 2e                    | Kaden Groves           | Australie             | Alpecin-Deceuninck         | 99 pts                |
| 3e                    | Mads Pedersen          | Danemark              | Trek-Segafredo             | 87 pts                |
| 4e                    | Michael Matthews       | Australie             | Team Jayco AlUla           | 57 pts                |
| 5e                    | David Dekker           | Pays-Bas              | Arkéa-Samsic               | 40 pts                |
| 6e                    | Aurélien Paret-Peintre | France                | AG2R Citroën Team          | 33 pts                |
| 7e                    | Vincenzo Albanese      | Italie                | Eolo-Kometa                | 32 pts                |
| 8e                    | Davide Bais            | Italie                | Eolo-Kometa                | 27 pts                |
| 9e                    | Stefano Gandin         | Italie                | Team Corratec-Selle Italia | 24 pts                |
| 10e                   | Pascal Ackermann       | Allemagne             | UAE Team Emirates          | 24 pts                |

| Classement de la montagne | Classement de la montagne | Classement de la montagne | Classement de la montagne          | Classement de la montagne |
| Coureur                   | Coureur                   | Pays                      | Équipe                             | Points                    |
| ------------------------- | ------------------------- | ------------------------- | ---------------------------------- | ------------------------- |
| 1er                       | Davide Bais               | Italie                    | Eolo-Kometa                        | 86 pts                    |
| 2e                        | Thibaut Pinot             | France                    | Groupama-FDJ                       | 50 pts                    |
| 3e                        | Karel Vacek               | Tchéquie                  | Team Corratec-Selle Italia         | 36 pts                    |
| 4e                        | Simone Petilli            | Italie                    | Intermarché-Circus-Wanty           | 32 pts                    |
| 5e                        | Amanuel Ghebreigzabhier   | Érythrée                  | Trek-Segafredo                     | 26 pts                    |
| 6e                        | Aurélien Paret-Peintre    | France                    | AG2R Citroën Team                  | 22 pts                    |
| 7e                        | Francesco Gavazzi         | Italie                    | Eolo-Kometa                        | 18 pts                    |
| 8e                        | Alessandro De Marchi      | Italie                    | Team Jayco AlUla                   | 15 pts                    |
| 9e                        | Samuele Zoccarato         | Italie                    | Green Project-Bardiani CSF-Faizanè | 13 pts                    |
| 10e                       | Santiago Buitrago         | Colombie                  | Bahrain Victorious                 | 12 pts                    |

| Classement de la montagne | Classement de la montagne | Classement de la montagne | Classement de la montagne          | Classement de la montagne |
| Coureur                   | Coureur                   | Pays                      | Équipe                             | Points                    |
| ------------------------- | ------------------------- | ------------------------- | ---------------------------------- | ------------------------- |
| 1er                       | Davide Bais               | Italie                    | Eolo-Kometa                        | 86 pts                    |
| 2e                        | Thibaut Pinot             | France                    | Groupama-FDJ                       | 50 pts                    |
| 3e                        | Karel Vacek               | Tchéquie                  | Team Corratec-Selle Italia         | 36 pts                    |
| 4e                        | Simone Petilli            | Italie                    | Intermarché-Circus-Wanty           | 32 pts                    |
| 5e                        | Amanuel Ghebreigzabhier   | Érythrée                  | Trek-Segafredo                     | 26 pts                    |
| 6e                        | Aurélien Paret-Peintre    | France                    | AG2R Citroën Team                  | 22 pts                    |
| 7e                        | Francesco Gavazzi         | Italie                    | Eolo-Kometa                        | 18 pts                    |
| 8e                        | Alessandro De Marchi      | Italie                    | Team Jayco AlUla                   | 15 pts                    |
| 9e                        | Samuele Zoccarato         | Italie                    | Green Project-Bardiani CSF-Faizanè | 13 pts                    |
| 10e                       | Santiago Buitrago         | Colombie                  | Bahrain Victorious                 | 12 pts                    |

| Classement du meilleur jeune | Classement du meilleur jeune | Classement du meilleur jeune | Classement du meilleur jeune | Classement du meilleur jeune |
| Coureur                      | Coureur                      | Pays                         | Équipe                       | Temps                        |
| ---------------------------- | ---------------------------- | ---------------------------- | ---------------------------- | ---------------------------- |
| 1er                          | Andreas Leknessund           | Norvège                      | Team DSM                     | 29 h 02 min 38 s             |
| 2e                           | Remco Evenepoel              | Belgique                     | Soudal Quick-Step            | + 28 s                       |
| 3e                           | João Almeida                 | Portugal                     | UAE Team Emirates            | + 1 min 00 s                 |
| 4e                           | Thymen Arensman              | Pays-Bas                     | Ineos Grenadiers             | + 2 min 32 s                 |
| 5e                           | Santiago Buitrago            | Colombie                     | Bahrain Victorious           | + 2 min 52 s                 |
| 6e                           | Einer Rubio                  | Colombie                     | Movistar Team                | + 3 min 35 s                 |
| 7e                           | Alexander Cepeda             | Équateur                     | EF Education-EasyPost        | + 6 min 27 s                 |
| 8e                           | Ilan Van Wilder              | Belgique                     | Soudal Quick-Step            | + 6 min 47 s                 |
| 9e                           | Laurens Huys                 | Belgique                     | Intermarché-Circus-Wanty     | + 6 min 57 s                 |
| 10e                          | Michel Hessmann              | Allemagne                    | Jumbo-Visma                  | + 9 min 50 s                 |

| Classement du meilleur jeune | Classement du meilleur jeune | Classement du meilleur jeune | Classement du meilleur jeune | Classement du meilleur jeune |
| Coureur                      | Coureur                      | Pays                         | Équipe                       | Temps                        |
| ---------------------------- | ---------------------------- | ---------------------------- | ---------------------------- | ---------------------------- |
| 1er                          | Andreas Leknessund           | Norvège                      | Team DSM                     | 29 h 02 min 38 s             |
| 2e                           | Remco Evenepoel              | Belgique                     | Soudal Quick-Step            | + 28 s                       |
| 3e                           | João Almeida                 | Portugal                     | UAE Team Emirates            | + 1 min 00 s                 |
| 4e                           | Thymen Arensman              | Pays-Bas                     | Ineos Grenadiers             | + 2 min 32 s                 |
| 5e                           | Santiago Buitrago            | Colombie                     | Bahrain Victorious           | + 2 min 52 s                 |
| 6e                           | Einer Rubio                  | Colombie                     | Movistar Team                | + 3 min 35 s                 |
| 7e                           | Alexander Cepeda             | Équateur                     | EF Education-EasyPost        | + 6 min 27 s                 |
| 8e                           | Ilan Van Wilder              | Belgique                     | Soudal Quick-Step            | + 6 min 47 s                 |
| 9e                           | Laurens Huys                 | Belgique                     | Intermarché-Circus-Wanty     | + 6 min 57 s                 |
| 10e                          | Michel Hessmann              | Allemagne                    | Jumbo-Visma                  | + 9 min 50 s                 |

| Classement par équipes | Classement par équipes | Classement par équipes | Classement par équipes |
| Équipe                 | Équipe                 | Pays                   | Temps                  |
| ---------------------- | ---------------------- | ---------------------- | ---------------------- |
| 1re                    | Ineos Grenadiers       | Royaume-Uni            | 87 h 11 min 43 s       |
| 2e                     | Bahrain Victorious     | Bahreïn                | + 2 min 15 s           |
| 3e                     | Jumbo-Visma            | Pays-Bas               | + 2 min 34 s           |
| 4e                     | Bora-Hansgrohe         | Allemagne              | + 4 min 02 s           |
| 5e                     | EF Education-EasyPost  | États-Unis             | + 5 min 19 s           |
| 6e                     | UAE Team Emirates      | Émirats arabes unis    | + 5 min 58 s           |
| 7e                     | Soudal Quick-Step      | Belgique               | + 7 min 41 s           |
| 8e                     | Israel-Premier Tech    | Israël                 | + 14 min 54 s          |
| 9e                     | Eolo-Kometa            | Italie                 | + 14 min 55 s          |
| 10e                    | Groupama-FDJ           | France                 | + 16 min 38 s          |

| Classement par équipes | Classement par équipes | Classement par équipes | Classement par équipes |
| Équipe                 | Équipe                 | Pays                   | Temps                  |
| ---------------------- | ---------------------- | ---------------------- | ---------------------- |
| 1re                    | Ineos Grenadiers       | Royaume-Uni            | 87 h 11 min 43 s       |
| 2e                     | Bahrain Victorious     | Bahreïn                | + 2 min 15 s           |
| 3e                     | Jumbo-Visma            | Pays-Bas               | + 2 min 34 s           |
| 4e                     | Bora-Hansgrohe         | Allemagne              | + 4 min 02 s           |
| 5e                     | EF Education-EasyPost  | États-Unis             | + 5 min 19 s           |
| 6e                     | UAE Team Emirates      | Émirats arabes unis    | + 5 min 58 s           |
| 7e                     | Soudal Quick-Step      | Belgique               | + 7 min 41 s           |
| 8e                     | Israel-Premier Tech    | Israël                 | + 14 min 54 s          |
| 9e                     | Eolo-Kometa            | Italie                 | + 14 min 55 s          |
| 10e                    | Groupama-FDJ           | France                 | + 16 min 38 s          |

## Abandons
- Giovanni Aleotti (Bora-Hansgrohe) : non-partant (positif au Covid-19)
- Nicola Conci (Alpecin-Deceuninck) : non-partant (positif au Covid-19)